# Reggiana Calcio Femminile
Die Associazione Sportiva Dilettantistica Reggiana Calcio Femminile, besser bekannt als ASD Reggiana Calcio Femminile oder nur Reggiana Calcio Femminile, war ein italienischer Frauenfußballverein aus Reggio nell’Emilia. Der Verein wurde 1976 gegründet und gehört durch mehrere nationale Titel zu den erfolgreichsten Vereinen im italienischen Frauenfußball. Im Jahr 2016 wurde der Verein von der US Sassuolo Calcio übernommen.

## Geschichte
Der Verein wurde im Jahr 1976 unter dem Namen AC Santa Croce, abgeleitet von dem gleichnamigen Bezirk der Stadt Reggio nell’Emilia, gegründet und zwei Jahre später in den italienischen Frauenfußballverband eingegliedert.
Zum Ende der Spielzeit 1980/1981 wurde der Verein in ASD Reggiana Calcio umbenannt. Im Jahr 1985 stieg die Frauenmannschaft als Meister der Serie B erstmals in die Serie A auf, in der sie zeitweise aufgrund der finanziellen Unterstützung durch Renzo Zambelli als Reggiana Zambelli auflief. Nach der Vizemeisterschaft 1989 hinter ACF Giugliano Campania gewann sie zwischen 1990 und 1991 jeweils den Meistertitel und blieb dabei im Saisonverlauf ohne eigene Niederlage. 1992 beendete sie die reguläre Spielzeit auf dem ersten Platz, in den neu eingeführten anschließenden Play-off-Spielen unterlag sie im Endspiel der Meisterschaft der AC Mailand im Elfmeterschießen. Nachdem der Modus wieder zurück geändert worden war, folgte 1993 der dritte Meistertitel der Vereinsgeschichte. Wie im Vorjahr gewann die Frauenmannschaft auch die Coppa Italia und somit in diesem Jahr das Double.
Nachdem Zambelli seine Unterstützung 1993 einstellte, gab der Klub trotz der Erfolge sein Antrittsrecht für die Serie A auf und spielte in der Serie C Emilia-Romagna weiter. 1997 gelang der mittlerweile wieder als AC Reggiana Femminile antretenden Mannschaft der Aufstieg in die Serie B, aus der der Klub 2002 in die Serie A2 und im folgenden Jahr in die Serie A aufstieg. 2010 gewann die von der ehemaligen italienischen Nationalspielerin Milena Bertolini betreute Frauschaft mit einem Finalsieg im Elfmeterschießen über die ASD Torres Calcio Femminile zum dritten Mal den Vereinspokal. Erneut führten ökonomische Probleme zum Rückzug in die Serie C, aus der die Frauschaft 2014 unter der Trainerin Federica D’Astolfo in die Serie B aufstieg.
In der Saison 2016/17 begann der Klub noch unter dem alten Namen die Spielzeit, ehe der Verein im September 2016 durch die US Sassuolo Calcio übernommen und in ASD Sassuolo Calcio umbenannt wurde.

## Erfolge
- Italienischer Meister (3): 1989/90, 1990/91 und 1992/93
- Italienischer Pokalsieger (3): 1991/92, 1992/93 und 2009/10